# Gali
Gali (gruzínsky გალი, abchazsky Гал [Gal]) je město v Abcházii, v částečně mezinárodně uznané republice nárokované Gruzií, ležící 77 km jihovýchodně od Suchumi poblíž hranice s Gruzií.
Je střediskem okresu Gali a v minulosti se zde nacházelo bezpečnostní pásmo pod dohledem OSN.

## Dějiny
Území, na němž Gali leží, představovalo centrální část novověkého abchazského knížectví Samurzakan, který vznikl v roce 1705. V 80. letech 17. století totiž člen abchazské knížecí rodiny Sorech Čačba velel vojenské výpravě proti sousednímu Megrelskému knížectví, s nímž měli Abchazové dlouhodobé územní spory. Výprava byla úspěšná, Sorek dobyl celé megrelské území od hranice tvořené Velkou abchazskou zdí až po řeku Inguri, které ale bylo z velké části opuštěné a zarostlé lesy. Přisvojil si titul knížete Megrelie, jenže dobýt zbytek Megrelie se mu už nepodařilo, a tak pouze ovládnuté území anektoval k Abcházii. Když kolem roku 1700 zemřel abchazský kníže Zegnak Čačba, jeho tři synové si Abcházii rozdělili mezi sebou a nedávno dobyté území připadlo nejmladšímu Kvapuovi. Ten však brzy zemřel a od roku 1705 tam vládl jeho syn Murzakan Šervašidze. Právě po něm se celé území od té doby nazývalo Samurzakan (v překladu Murzakanova země).
Ačkoliv se vládci Samurzakanu snažili řídce obydlenému regionu vtisknout abchazský charakter a pozvali sem bydlet obyvatele z ostatních abchazských regionů, kteří si zde vybudovali zvláštní samurzakanský dialekt jejich jazyka, začalo být toto území během 19. století postupně megrelizované. Příčinou změny v etnickém složení celého regionu včetně Gali byla nejprve masová emigrace nevolníků z Megrelie před tuhým vykořisťováním šlechty do Samurzakanu, kde se žilo po ovládnutí Kavkazu Ruským impériem na počátku 19. století mnohem svobodněji. Proti tomuto přesunu se ale jak carské úřady, tak megrelská šlechta snažily bojovat zákazy přechodu hranice nebo žádostmi o repatriaci, ale pro abchazské vladaře byli noví obyvatelé velkým přínosem pro hospodaření Abchazského knížectví. Situace se však změnila v roce 1864 po skončení Kavkazské války. Samurzakanské knížectví stejně jako celé Abchazské knížectví bylo zrušeno a Gali se později stalo centrem nově zřízeného zvláštního Samurzakanského komisariátu, spadajícího pod Suchumský okruh Kutaiské gubernie. Došlo též k masovému odchodu Abchazů z Abcházie (mahadžirstvo) a došlo ke zrušení nevolnictví. Tím pádem se otevřela cesta ke kolonizaci Abcházie pro jiné národy a Megrelové se začali ve velkém stěhovat na území, přestože se zde i v jiných obcích proti tomu snažili marně zbylí Abchazové vystupovat a zpočátku neměl jejich přesun podporu ani u carských úřadů.
V roce 1953 přinesly noviny Izvestija zprávu o oslavách 132. narozenin Tlabgana Kecby, místní kuriozity a nejstaršího obyvatele Gali. Ten byl označen za zakladatele města, které se rozprostírá na území někdejšího hlubokého lesa, kam se v mládí šel schovat před násilnostmi, které se odehrávaly v někdejším Samurzakanu často, a vybudoval si tam dům, kde žil dlouhá desetiletí sám. Až teprve v jeho 60 letech, kdy se oženil, se kolem jeho příbytku začaly stavět další domy, z nichž vzniklo Gali.
Ve 20. století v Gali (kde v roce 1926 žilo 1259 obyvatel) i v širokém okolí jasně převažovala u obyvatel jazykově megrelština. Sovětské úřady učinily z Gali na začátku 30. let po správní reformě Abcházie administrativní centrum nově zřízeného okresu Gali a prosadily tvrdou jazykovou megrelizaci a gruzifikaci celého galského regionu, například vzděláváním dětí pouze v gruzínštině, nucením k mezietnickým sňatkům a změnami příjmení novorozenců, aby zněla gruzínsky. To vedlo časem s nastupující mladou generací zbývajících Abchazů ke ztrátě jejich samurzakanské identity. Koncem 20. let abchazský lingvista Arsenij Konstantinovič Chašba, jenž se o deset let později stal jednou z obětí Stalinské čistky, svědectví o jazykové asimilaci Samurzakanců, kde uvedl, že „megrelizace postupuje takovým tempem, že pravděpodobně za deset nebo patnáct let nebude v Samurzakanu žádný abchazský jazyk“. Až teprve v roce 1932 bylo Gali povýšeno na město.
Vlivem následného masivního přílivu gruzínského obyvatelstva za dob stalinismu i později Gali rostlo co do rozlohy i do počtu obyvatel. Do roku 1960 v Gali žilo téměř deset tisíc obyvatel a v roce 1989 již celkem 15 763 obyvatel. Za sovětské éry se v Gali rozvinul potravinářský průmysl a kousek za městem vznikla v rámci projektu Ingurské přehradní nádrže Vodní nádrž Gali, zásobárna pitné vody, a elektrárna. S blížícím se rozpadem SSSR ve městě rostlo napětí a pořádaly se štvavé kampaně proti negruzínským národům.
Když nastupující Gruzínsko-abchazský konflikt přerostl v roce 1992 do horké fáze, bylo odsud vedeno vojenské přepadení Suchumi vznikajícími vládními gruzínskými jednotkami čítajícími tisíc příslušníků, vybavenými lehkou i těžkou vojenskou technikou. Až do konce války se nějaké těžší boje tomuto městu vyhýbaly. Ba dokonce tisíce místních obyvatel, přestože byli na počátku století gruzifikováni, cítili s Abchazy sounáležitost a odmítli se konfliktu účastnit. Avšak když nakonec abchazští separatisté znovu ovládli své hlavní město, začali Gruzínci i Megrelové hromadně prchat spolu se zbývajícími gruzínskými vojáky z Abcházie, včetně Gali, které se stalo prakticky liduprázdné. Město obsadily abchazské vojenské jednotky, které se pustily do ničení majetku těch, kteří se zapojili do bojů proti nim.
Další velké škody město utrpělo brzy zjara v roce 1994, když i přes dojednané příměří vypukly v Gali a na území celého okresu další boje mezi abchazskými vládními vojáky a gruzínskými dobrovolnickými uskupeními, jejichž cílem bylo obnovit na území Abcházie gruzínskou moc. Kvůli neustálým ozbrojeným střetům se z Gali a z celého okresu stala velmi nebezpečná zóna, a to se nezměnilo ani poté, kdy do Abcházie dorazily jednotky OSN pod hlavičkou mise UNOMIG, jež měly dohlédnout nejen na dodržení příměří, ale i na postupnou repatriaci obyvatelstva, které odsud uprchlo. Zhruba polovina obyvatel se podle sčítání lidu v roce 2003 skutečně do Gali vrátila, ale nebylo to snadné, neboť v roce 1998 vypukly nové boje gruzínských partyzánů proti abchazským vládním jednotkám, jež vedly ke krátké válce, k dalšímu ničení majetku a vypalování domů a k opětovnému vyhnání obyvatel, které se však zakrátko opět vrátilo.
Situace byla ve městě pod správou abchazských orgánů celá léta napjatá. Většina gruzínsky či megrelsky hovořících obyvatel nedostala abchazské občanství, tudíž neměla volební právo. A ti často čelili nepříjemnostem ze strany vládní moci i chudobě. Problematická byla otázka bezpečnosti i lidských práv. Spousta majetku ve městě zůstávala chátrající či vypálená. Až do roku 2008 zde působila mírová mise UNOMIG, ale po uznání abchazské nezávislosti Ruskem, kdy byla tato mise ukončena, jsou v Gali přítomné už jen abchazské a ruské vojenské jednotky dohlížející na klid.

## Významní rodáci
- Baadur Džobava – šachista
- David Chorava – fotbalista
- Iraklij Čežija – fotbalista
- Šota Šavgulidze – fotbalista
- Giorgi Zantaraia – judista
- Daur Kvekveskiri – fotbalista
- Temur Kecbaja – fotbalista, trenér
- Iraklij Meschija – fotbalista
- Marika Pertachijová – lyžařka (akrobatické lyžování na boulích)
- Roman Gociridze – politik, prezident Gruzínské národní banky